# كلية الفيزياء والرياضيات بجامعة سانت بطرسبرغ
كلية الفيزياء والرياضيات هي واحدة من أول ثلاث كليات في جامعة سانت بطرسبرغ (لاحقًا بتروجراد ولينينغراد وسانت بطرسبرغ الحكومية).

## التاريخ

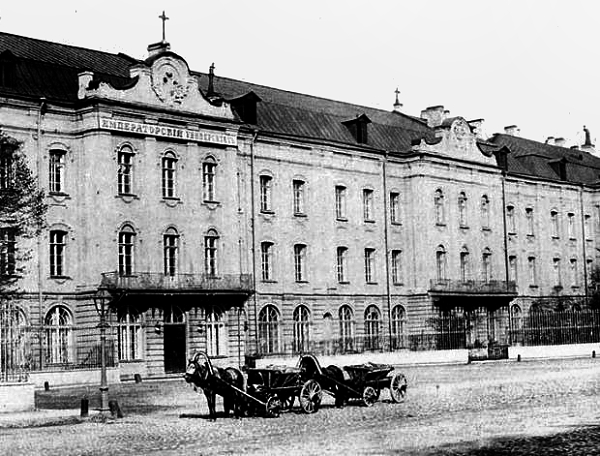
مبنى الجامعة سنة 1900.

تأسست الكلية في 8 فبراير 1819. في هذا اليوم، وقع الإمبراطور ألكسندر الأول مرسومًا يأمر بإنشاء (أو بالأحرى إعادة إنشاء) جامعة سانت بطرسبرغ المكونة من ثلاث كليات: الفيزياء والرياضيات، والتاريخ وعلم اللغة، والفلسفة والقانون.
استمرت كلية الفيزياء والرياضيات لأكثر من مائة عام، حتى استُحدثت في أواخر عشرينيات وثلاثينيات القرن العشرين كليات جديدة، هي: الكيمياء (1929)، والأحياء (1930)، والجيولوجيا (1932)، والفيزياء (1933)، والرياضيات والميكانيكا (1933). ومن بين خريجي الكلية، الحائزون على جائزة نوبل في الطب والفسيولوجيا: إيفان بافلوف، نيكولاي سيميونوف في الكيمياء، ليف لانداو في الفيزياء.

### التسلسل الزمني
- 14 فبراير: أقيم حفل افتتاح جامعة سانت بطرسبرغ في بناء الكليات الاثني عشر. [1]
- 2 مارس 1820: تنقسم كلية الفيزياء والرياضيات إلى فئتين: الفيزياء والرياضيات والعلوم الطبيعية.
- 1839: بدأ قسم حقيقي في العمل في كلية الفيزياء والرياضيات (حتى عام 1853) ، والتي كانت مهمة تدريب معلمي التخصصات الفنية لمؤسسات التعليم التقني العالي.
- 1877: بمبادرة من الأستاذ سيشينوف، نظمت كلية الفيزياء والرياضيات التخصصات المستقلة التالية لقسم العلوم الطبيعية: الكيمياء والبيولوجيا وعلم وظائف الأعضاء والهندسة الزراعية.
- 1916: تم إنشاء قسم الكيمياء بكلية الفيزياء والرياضيات.
- 1919: د. روزديستفينسكي إنشاء قسم الفيزياء في الكلية بمجلس أكاديمي خاص به ومنهج منفصل[2].
- 1919: إف واي. ليفنسون ليسينغ إنشاء القسم الجيولوجي والمعدني بالكلية[3].
- 18 يونيو 1929: بقرار من مجلس الشعب مفوضي روسيا الاتحادية الاشتراكية السوفياتية، ال كلية الكيمياء تأسست على أساس قسم الكيمياء في كلية الفيزياء والرياضيات.
- 1930 ، مايو: تأسست كلية الأحياء على أساس قسم البيولوجيا بالكلية الفيزياء والرياضيات.
- 1930 ، 28 يونيو: التخصص الجيولوجي للكلية تم نقل الفيزياء والرياضيات إلى معهد لينينغراد للتعدين).[3]
- 28 أبريل 1931: بموجب مرسوم صادر عن مفوضية الشعب للتعليم، تم تقديم هيكل جديد في الجامعة: تم إلغاء جميع الكليات والإدارات والأقسام (باستثناء الأقسام الاجتماعية والاقتصادية) ، وبدلا من ذلك تم تنظيم 8 قطاعات تدريبية-علماء الرياضيات والميكانيكا والفيزيائيين والجيوفيزيائيين والجغرافيين وعلماء التربة وعلماء النبات وعلماء الفسيولوجيا وعلماء الحيوان والكيميائيين.
- سبتمبر 1932: تقرر إعادة الجامعة إلى نظام هيئة التدريس.
- 14 أبريل 1933: في عملية إعادة تأسيس هيكل هيئة التدريس في الجامعة ، قسم الفيزياء في كلية الفيزياء.[2]
- يونيو 1933: تأسست كلية الرياضيات والميكانيكا.

## الأقسام

#### الفصل الطبيعي
- قسم علم المعادن
- قسم الجيولوجيا
- وزارة الزراعة

في الأول من يناير عام ١٨٧١، بلغ عدد الطلاب في قسم العلوم الطبيعية بالكلية ١٠٦ طلاب، وفي الوقت نفسه، بلغ عدد الطلاب في قسم الحقوق ٧٩٢ طالبًا.
 

## الجمعيات في الكلية

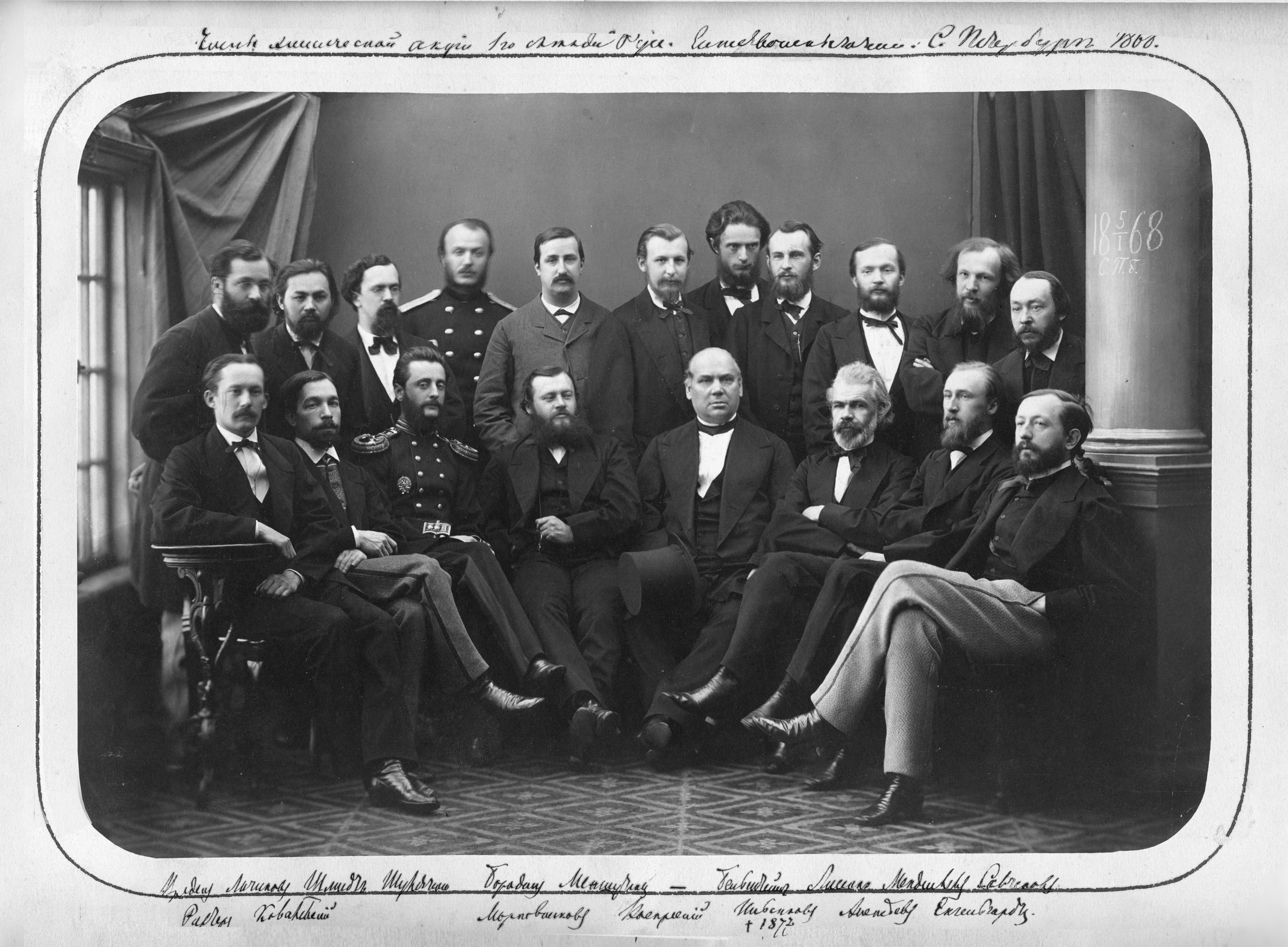
الجمعية الكيميائية الروسية

- 1868 — جمعية سانت بطرسبرغ لعلماء الطبيعة
- 1869 — الجمعية الكيميائية الروسية، منذ 1878 — الجمعية الفيزيائية الكيميائية الروسية

## الروابط الخارجية
- جامعة سانت بطرسبرغ الحكومية - موقع الجامعة
- كلية الفيزياء والرياضيات - سيرة ذاتية لجامعة سانت بطرسبرغ الحكومية
- إي. إيه. روستوفتسيف، دي. إيه. بارينوف، كلية الفيزياء والرياضيات بجامعة سانت بطرسبرغ الإمبراطورية (1819-1917): تجربة السيرة الجماعية // العلاقات الدولية وحوار الثقافات. 2016. العدد 4 (2015). ص. 177-216.